# Anne-Marie Rouchon
Anne-Marie Rouchon, née le 6 juin 1961 est une triathlète française, championne d'Europe longue distance en 1993, lors de l'Embrunman.

## Biographie

### Carrière en triathlon
Anne-Marie Rouchon remporte son premier titre majeur en triathlon en 1989, avec sa victoire lors des championnats de France courte distance. Elle remporte ensuite les championnats de France de triathlon longue distance en 1990 et 1992. En 1992, elle participe au triathlon d'Embrun courte distance et termine onzième. L'année suivante, elle remporte l'Embrunman, comptant également comme les championnats d'Europe de triathlon longue distance 1993,. Elle est vice-championne de France longue distance en 1993, ne pouvant défendre pleinement ses chances après ses efforts à Embrun. Vice-championne de France courte distance en 1994, elle termine troisième en longue distance. Sentant que ses efforts physiques deviennent de plus en plus difficiles, Anne-Marie Rouchon prépare sa retraite sportive, prenant contact avec la Fédération française de triathlon (FFTri). La dernière participation internationale d'Anne-Marie Rouchon, tout juste vice-championne nationale longue distance, se fait lors des championnats du monde de triathlon longue distance 1995, à Nice, durant lesquels elle termine sixième,.

### Carrière en nage avec palmes
Anne-Marie Rouchon remporte dans les épreuves de nage avec palmes aux Jeux mondiaux de 1981 trois médailles d'or (en 200, 400 et 800 mètres en surface) et une médaille de bronze en 100 mètres en surface.

### Reconversion
Peu après son dernier triathlon, elle devient directrice technique nationale adjointe (DTN) au sein de la Fédération française de triathlon, se chargeant de la formation du pôle national de l'INSEP de Paris, avec son professorat de sport,. En plus de ses responsabilités à la fédération, elle est également l'auteur d'un livre L'entraînement en triathlon.
Elle décide de se retirer de la fédération à la fin des années 2000.

## Palmarès
Le tableau présente les résultats les plus significatifs (podium) obtenus sur le circuit national et international de triathlon depuis 1989,.
| Année | Compétition                                         | Pays   | Position           | Temps            |
| ----- | --------------------------------------------------- | ------ | ------------------ | ---------------- |
| 1995  | Championnats de France de triathlon longue distance | France | Médaille d'argent  | Timing           |
| 1994  | Championnats de France de triathlon longue distance | France | Médaille de bronze | Timing           |
| 1994  | Championnats de France de triathlon courte distance | France | Médaille d'argent  | Timing           |
| 1993  | Embrunman                                           | France | Médaille d'or      | 11 h 37 min 51 s |
| 1993  | Championnats d'Europe de triathlon longue distance  | France |                    | 11 h 37 min 51 s |
| 1993  | Championnats de France de triathlon longue distance | France | Médaille d'argent  | Timing           |
| 1992  | Championnats de France de triathlon longue distance | France | Médaille d'or      | Timing           |
| 1991  | Championnats de France de triathlon courte distance | France | Médaille de bronze | Timing           |
| 1990  | Championnats de France de triathlon longue distance | France | Médaille d'or      | Timing           |
| 1989  | Championnats de France de triathlon courte distance | France | Médaille d'or      | Timing           |